# William Erese
William Erese (né le 12 septembre 1976) est un athlète nigérian spécialiste du 110 mètres haies. 

## Carrière

### Palmarès
| Date | Compétition            | Lieu         | Résultat | Performance |
| ---- | ---------------------- | ------------ | -------- | ----------- |
| 1995 | Jeux africains         | Harare       | 1er      | 13 s 73     |
| 1996 | Championnats d'Afrique | Yaoundé      | 1er      | 13 s 7      |
| 1998 | Championnats d'Afrique | Dakar        | 2e       | 13 s 92     |
| 1999 | Jeux africains         | Johannesburg | 1er      | 13 s 71     |

### Records
| Épreuve          | Performance | Lieu           | Date            |
| ---------------- | ----------- | -------------- | --------------- |
| 110 mètres haies | 13 s 42     | Malles Venosta | 12 juillet 2003 |